# Ruisseau d'Artigues
Le ruisseau d'Artigues est une  rivière du sud de la France qui coule dans le département de l'Ariège, dans la région Occitanie. C'est un affluent gauche de la rivière de Quérigut.

## Géographie
Le ruisseau d'Artigues est une rivière du Donezan qui prend sa source dans le massif du Carlit sur la commune d'Artigues et se jette dans la rivière de Quérigut en rive gauche sur la commune de Rouze en limite de l'Aude.
La longueur de son cours d'eau est de 11 km.

### Communes et canton traversés
Le ruisseau d'Artigues traverse un seul département, trois communes sans quitter le Donezan.
- Département de l'Ariège :
  - Artigues (source), Le Pla et Rouze (confluence/embouchure).

Le ruisseau d'Artigues prend sa source et conflue dans le terroir du Donezan (ancien canton de Quérigut) dans le seul canton de Haute-Ariège dans l'arrondissement de Foix.

## Principal affluent
- le ruisseau de Laurenti : 2,9 km